# Ruidocollaris obscura
Ruidocollaris obscura är en insektsart som beskrevs av Liu, Xiangwei och Xingbao Jin 1999. Ruidocollaris obscura ingår i släktet Ruidocollaris och familjen vårtbitare. Inga underarter finns listade i Catalogue of Life.